# Adrian Mrowiec
Adrian Mrowiec (* 1. Dezember 1983 in Wałbrzych) ist ein polnischer Fußballspieler.

## Karriere
Nachdem er zwei Jahre beim schottischen Erstligisten Heart of Midlothian gespielt hatte, verpflichtete ihn der deutsche Viertligist RB Leipzig um Trainer Peter Pacult im Juni 2012 ablösefrei. In Leipzig erhielt der defensive Mittelfeldspieler, der zuvor auch in Litauen beim FC Vilnius und FBK Kaunas aktiv war, einen Zweijahresvertrag.
Nach der Freistellung Pacults bei RB Leipzig wurde Mrowiec bereits am 10. Juli 2012 von Neu-Trainer Alexander Zorniger aussortiert und sein Vertrag wieder aufgelöst. Am 7. September 2012 unterschrieb er dann beim Drittligisten Chemnitzer FC einen Zweijahresvertrag. In der Saison 2013/14 spielte er in der Ekstraklasa für Ruch Chorzów. Seitdem ist er nur noch unterklassig aktiv.

## Erfolge
- 2007: Litauischer Meister
- 2008: Litauischer Pokal